# 巴斯特尔 (瓜德罗普)
巴斯特尔（法語發音：[bas tɛʁ] ⓘ），法国海外省瓜德罗普的一个市镇，同时也是该省的省会，下辖巴斯特尔区，其市镇面积为5.8平方公里，2022年1月1日时人口数量为9,419人，在法国城市中排名第1,001位。
巴斯特尔位于瓜德罗普西南部，苏弗里耶尔火山脚下，大西洋海滨，是一个区域性的中心城市，通过干线公路连接岛内其它地区。

## 地名来源
“巴斯特尔”的法语直译为“低洼的土地”，引申含义为“避风港”，可能与当地地处山脉背风坡有关。巴斯特尔所处的岛屿亦以此命名。

## 历史

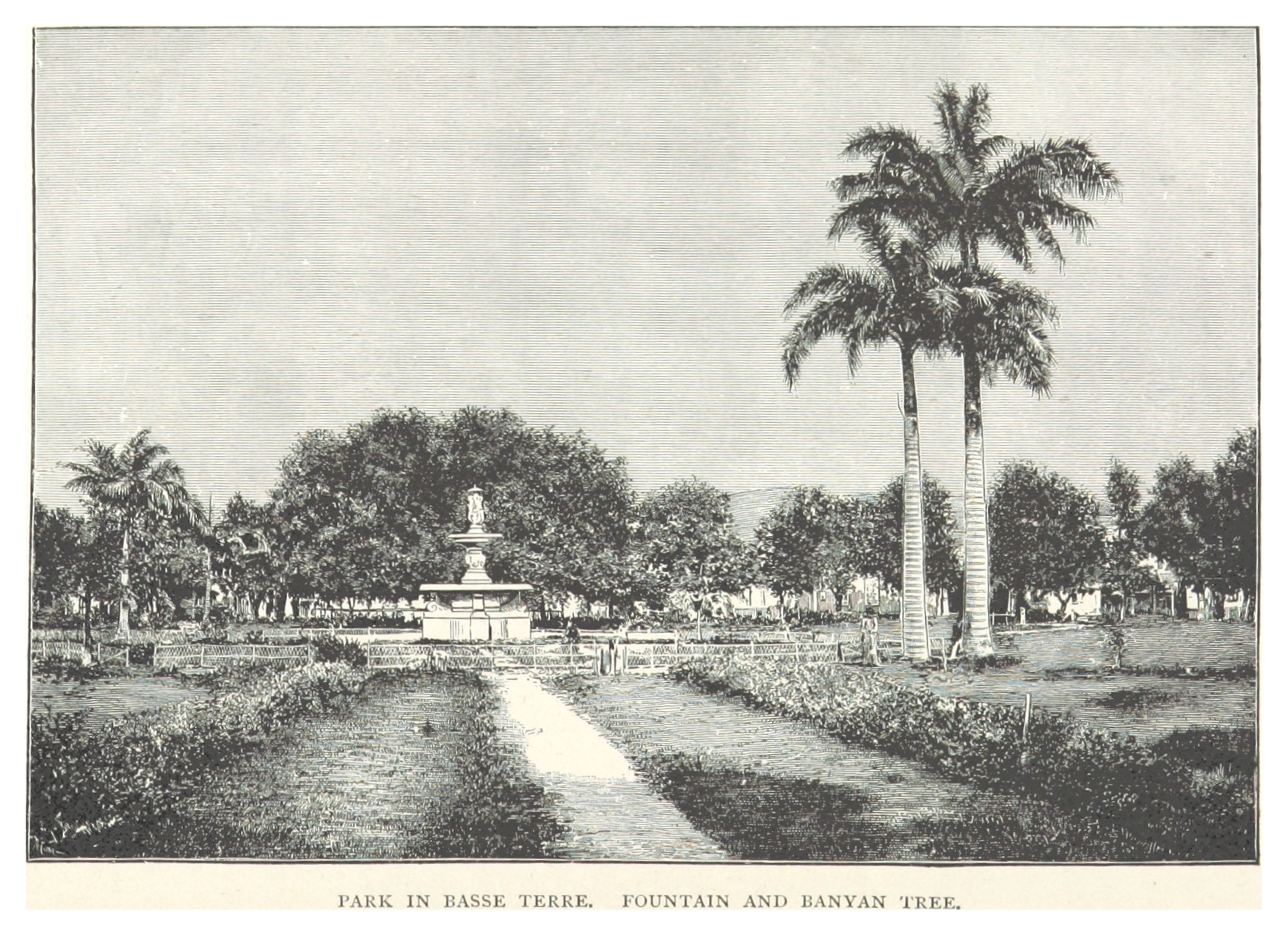
19世纪末的巴斯特尔

巴斯泰尔境内曾发现多处人类活动遗址，其中位于港口附近的陶器及石器碎片经鉴定其年代可追溯至公元前8世纪。巴斯泰尔在古典时期及中世纪的历史尚无从考证。公元16世纪，来自西班牙的殖民者首次登陆巴斯特尔。至公元17世纪初，在法兰西王国大臣黎塞留的支持下，巴斯泰尔所处的加勒比地区逐渐被法国殖民者控制。1650年，法国殖民者夏尔·乌埃尔将瓜德罗普划入美洲岛屿公司，1664年成为法国西印度公司的领土，1674年起被私人控制。1697年，根据《赖斯韦克条约》，巴斯泰尔及瓜德罗普彻底划入法兰西王国。18世纪初，巴斯特尔附近土地得到开垦，形成了种植园经济。18世纪末，英格兰军队多次侵占巴斯特尔。法国大革命结束后，拿破仑一世派将领安托万·里什庞斯收复了这一地区。工业革命时期，巴斯特尔的城市得到扩张，当地新建了市政厅、监狱等设施。1976年，巴斯特尔附近的苏弗里耶尔火山发生蒸汽喷发，巴斯特尔及附近7.3万名居民紧急转移，此举使得巴斯特尔人口数量有所下降。

## 地理

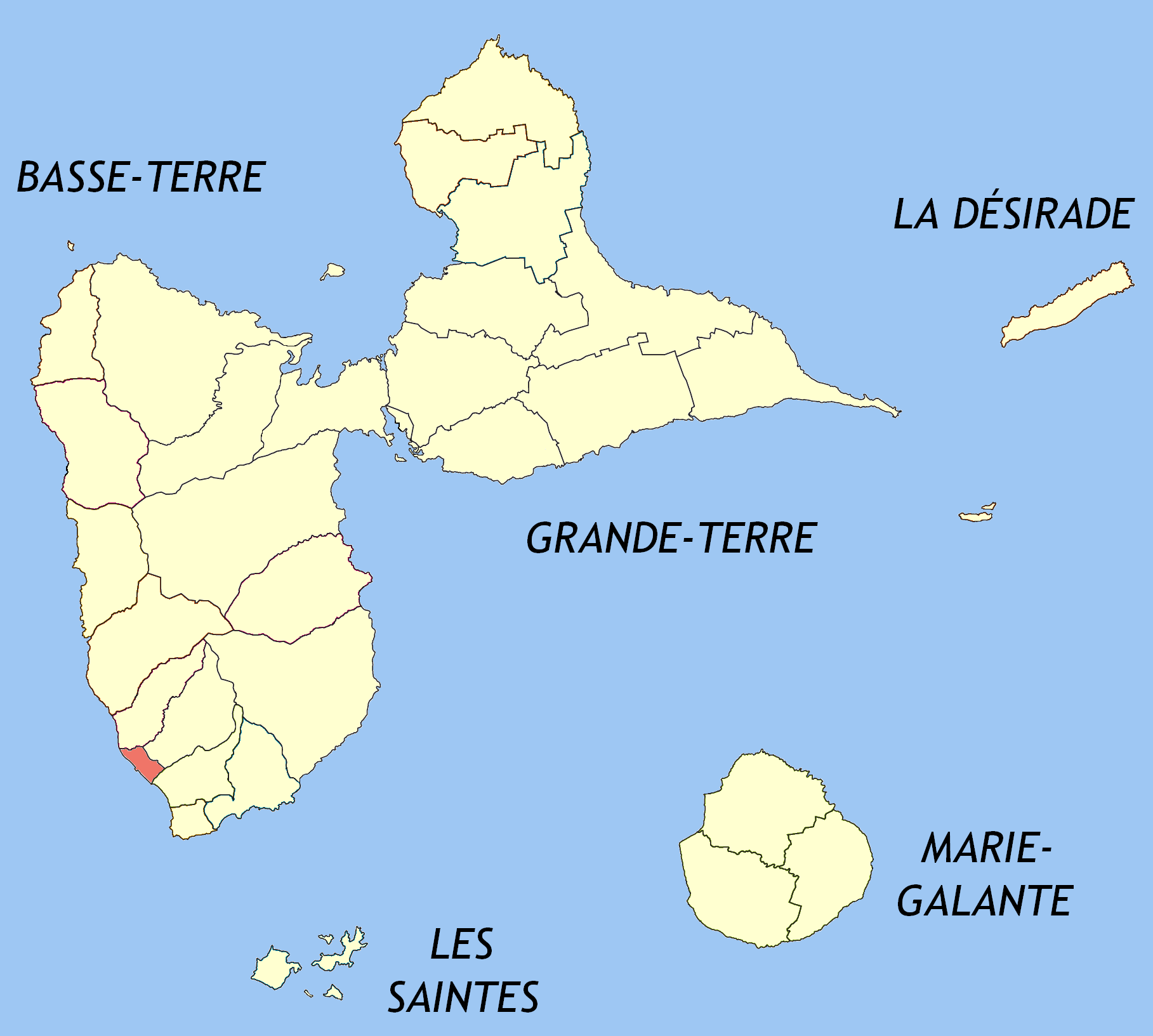
巴斯特尔（红色）在瓜德罗普的位置

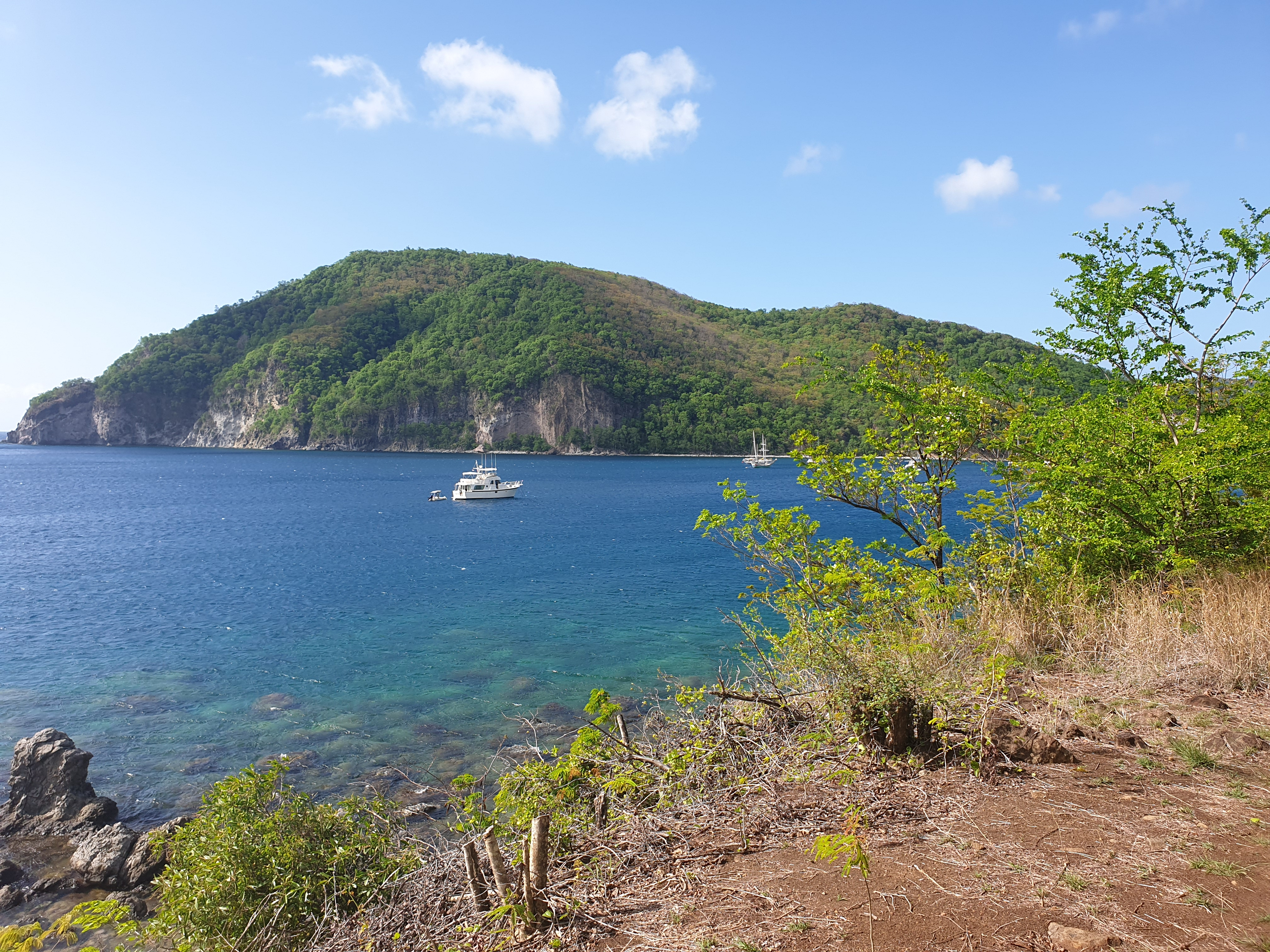
巴斯特尔附近的海滩

巴斯特尔位于加勒比地区瓜德罗普群岛西南部。与巴斯特尔接壤的市镇包括：巴伊夫、圣克洛德和古贝尔。

### 地形
巴斯特尔位于巴斯特尔岛西南部海滨，西临加勒比海，地势自沿海向内陆抬升，全境海拔在0到164米之间。

### 水文
巴斯特尔南北两侧分别为埃尔布河和佩尔河，均独立注入加勒比海。

### 植被
巴斯特尔属于热带雨林区，林地主要分布于河流两岸以及坡地地区。
在鲜花城市的评比中，巴斯特尔暂未被评级。

### 气候
巴斯特尔在柯本气候分类法中属于带有季风特征的热带雨林气候，当地分为干湿两季，全年温差较小。
距离巴斯特尔最近的常年气象站位于莱萨比姆境内，以下为该气象站的数据：
| 莱萨比姆1981年－2019年 | 莱萨比姆1981年－2019年 | 莱萨比姆1981年－2019年 | 莱萨比姆1981年－2019年 | 莱萨比姆1981年－2019年 | 莱萨比姆1981年－2019年 | 莱萨比姆1981年－2019年 | 莱萨比姆1981年－2019年 | 莱萨比姆1981年－2019年 | 莱萨比姆1981年－2019年 | 莱萨比姆1981年－2019年 | 莱萨比姆1981年－2019年 | 莱萨比姆1981年－2019年 | 莱萨比姆1981年－2019年 |
| 月份                   | 1月                    | 2月                    | 3月                    | 4月                    | 5月                    | 6月                    | 7月                    | 8月                    | 9月                    | 10月                   | 11月                   | 12月                   | 全年                   |
| ---------------------- | ---------------------- | ---------------------- | ---------------------- | ---------------------- | ---------------------- | ---------------------- | ---------------------- | ---------------------- | ---------------------- | ---------------------- | ---------------------- | ---------------------- | ---------------------- |
| 历史最高温 °C（°F）    | 31.8 (89.2)            | 32.1 (89.8)            | 32.8 (91.0)            | 33.3 (91.9)            | 34 (93)                | 34 (93)                | 34.2 (93.6)            | 34.2 (93.6)            | 34.1 (93.4)            | 34.1 (93.4)            | 33.4 (92.1)            | 32.4 (90.3)            | 34.2 (93.6)            |
| 平均高温 °C（°F）      | 29.2 (84.6)            | 29.2 (84.6)            | 29.7 (85.5)            | 30.3 (86.5)            | 30.9 (87.6)            | 31.4 (88.5)            | 31.6 (88.9)            | 31.9 (89.4)            | 31.7 (89.1)            | 31.3 (88.3)            | 30.5 (86.9)            | 29.7 (85.5)            | 30.6 (87.1)            |
| 日均气温 °C（°F）      | 24.9 (76.8)            | 24.9 (76.8)            | 25.3 (77.5)            | 26.3 (79.3)            | 27.2 (81.0)            | 27.9 (82.2)            | 28 (82)                | 28 (82)                | 27.8 (82.0)            | 27.3 (81.1)            | 26.5 (79.7)            | 25.5 (77.9)            | 26.6 (79.9)            |
| 平均低温 °C（°F）      | 20.7 (69.3)            | 20.6 (69.1)            | 21 (70)                | 22.2 (72.0)            | 23.6 (74.5)            | 24.3 (75.7)            | 24.3 (75.7)            | 24.1 (75.4)            | 23.8 (74.8)            | 23.3 (73.9)            | 22.4 (72.3)            | 21.3 (70.3)            | 22.6 (72.7)            |
| 历史最低温 °C（°F）    | 13.5 (56.3)            | 12.8 (55.0)            | 13.9 (57.0)            | 15.8 (60.4)            | 16.1 (61.0)            | 18.9 (66.0)            | 19.6 (67.3)            | 19 (66)                | 19.5 (67.1)            | 18.9 (66.0)            | 16.8 (62.2)            | 14.4 (57.9)            | 12.8 (55.0)            |
| 平均降水量 mm（）      | 83 (3.3)               | 60 (2.4)               | 67.9 (2.67)            | 96.5 (3.80)            | 134.1 (5.28)           | 107.8 (4.24)           | 129.6 (5.10)           | 169.1 (6.66)           | 206.2 (8.12)           | 214.5 (8.44)           | 213.9 (8.42)           | 134 (5.3)              | 1,616.6 (63.65)        |
| 月均日照時數           | 193.1                  | 183.8                  | 212.7                  | 208.8                  | 213.6                  | 202                    | 202.4                  | 221.5                  | 200.1                  | 182.1                  | 176.2                  | 187.6                  | 2,383.9                |
| 来源：infoclimat.fr    |                        |                        |                        |                        |                        |                        |                        |                        |                        |                        |                        |                        |                        |

## 行政区划
巴斯特尔是法国海外省瓜德罗普的一个市镇，编号为97105，它也是瓜德罗普的省会。巴斯特尔下辖巴斯特尔区，管理巴斯特尔县，同时也是加勒比大南部城市圈公共社区的办公驻地。
巴斯特尔市镇被划为多个街区，其中若利丰（Joli Fond）街区占地62公顷，是一个“优先发展街区”（Quartier prioritaire）。
法国国家统计与经济研究所（简称）在进行数据统计时，将巴斯特尔及相邻的另外5个市镇设为巴斯特尔城市核心区（2020年起新增1个），并将包括核心区在内的周边共7个市镇划为巴斯特尔城市区。自2020年起，巴斯特尔城市区被包含7个市镇的巴斯特尔城市辐射区代替。此外，还将巴斯特尔市镇分为了5个“块区”（IRIS），以便于统计人口分布情况。

## 交通

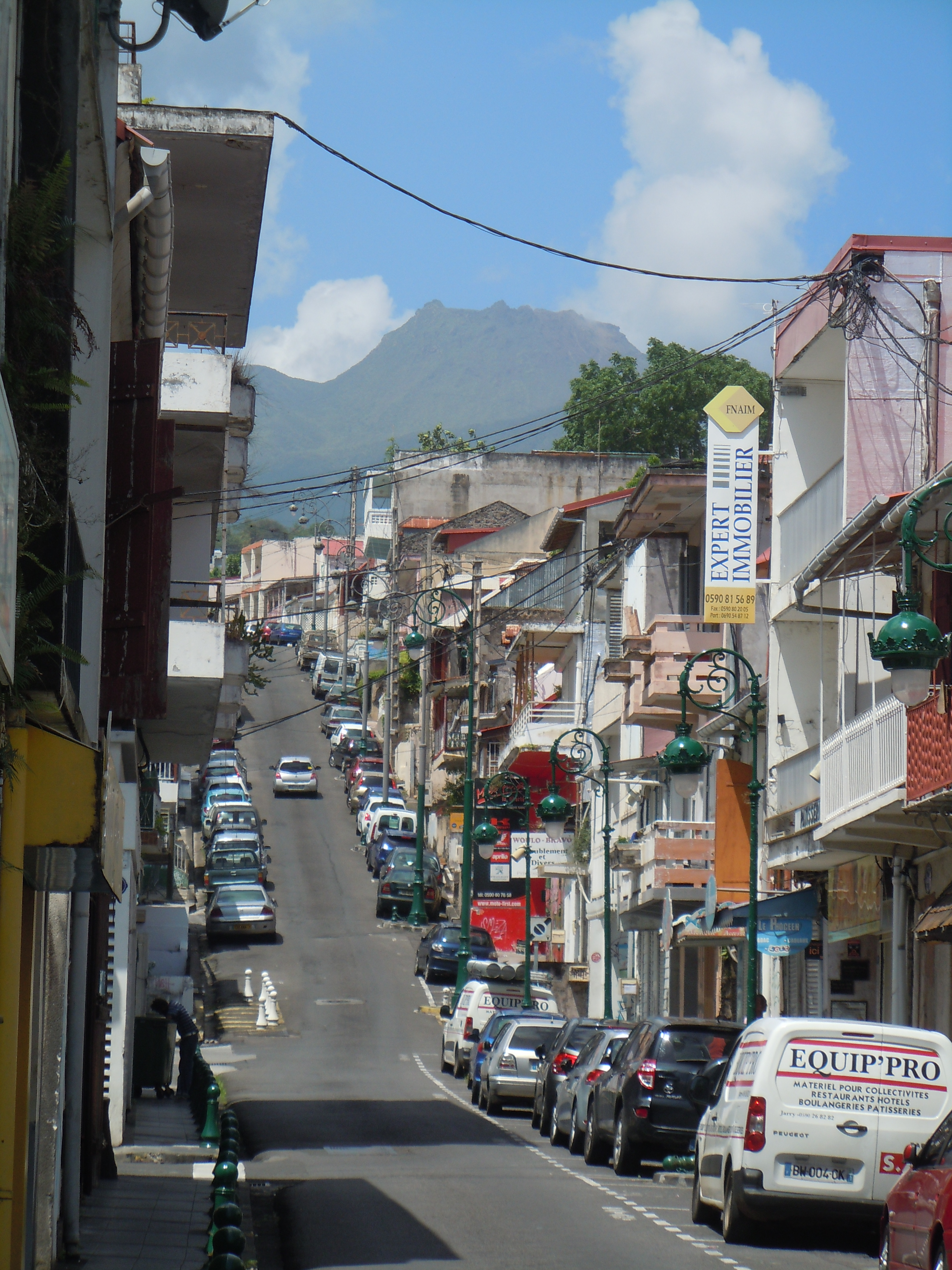
巴斯特尔市中心的莫里斯·马里-克莱尔街

### 公路
瓜德罗普地方干线公路N1线、N2线和N3线自巴斯特尔市中心向东、北、东北三个方向放射状延伸。
2017年，43.6%的巴斯特尔家庭拥有至少一辆私人汽车。2019年，巴斯特尔境内共发生各类交通事故18起，造成1人遇难，47人受伤。

### 铁路
巴斯特尔暂无铁路运输系统，亦无相关规划。

### 航空
距离巴斯特尔最近的民用航空站为皮特尔角城国际机场，距离巴斯特尔市中心的公路里程约62公里，该机场开行前往巴黎-奥利机场以及加勒比地区多个城市的固定航班。

### 城市公共交通
加勒比大南部城市圈公共社区提供城市公共交通服务。截至2021年9月，该系统共包括数十条公交线路，路网覆盖了社区内的所有市镇，其中2路、3路、5路、6路、7路、16路以及校车线路经过巴斯特尔市区。

## 政治

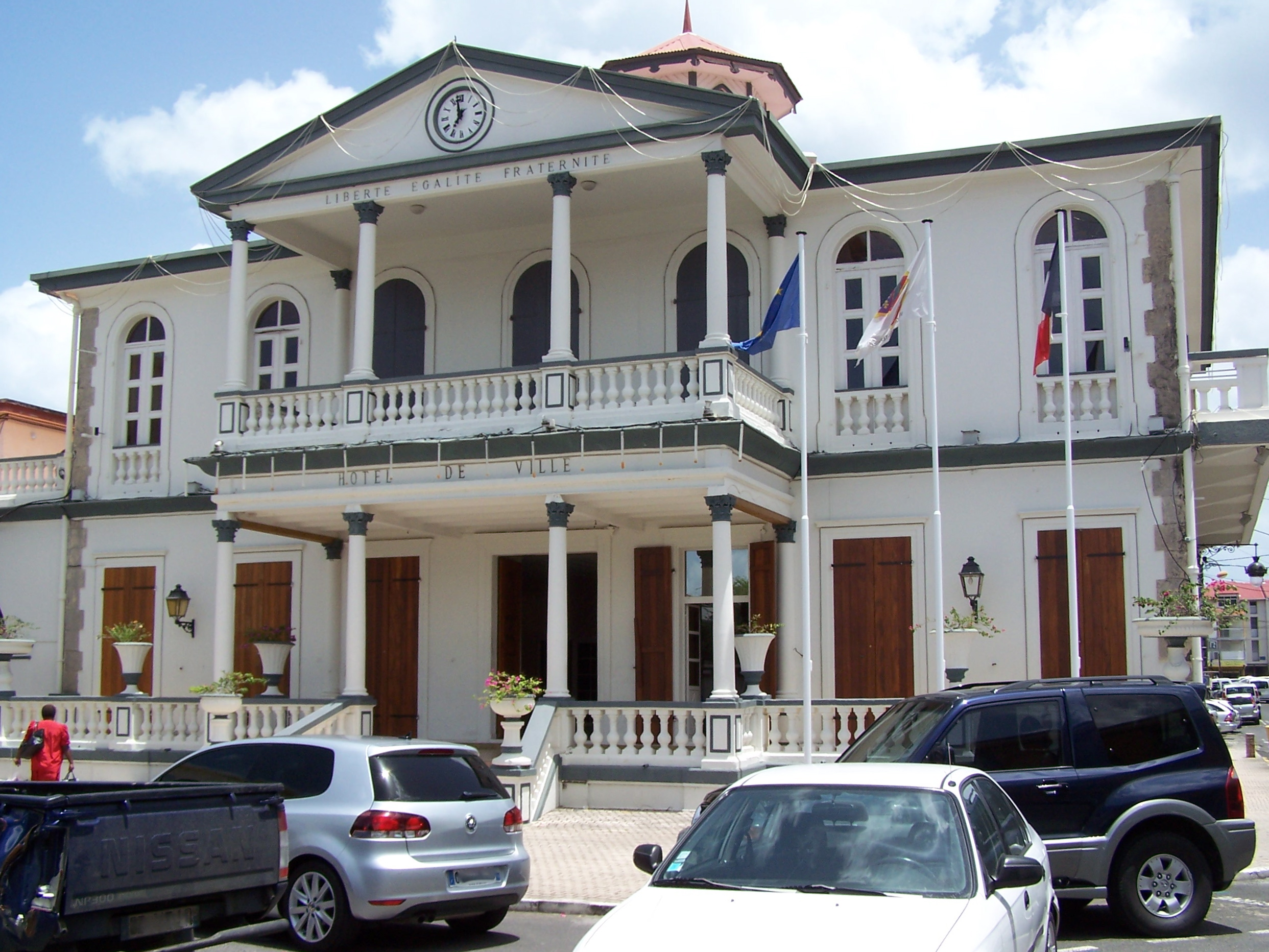
巴斯特尔市政厅

巴斯特尔的现任市长为安德烈·阿塔拉先生（André Atallah），他是瓜德罗普社会党联盟的一名成员，在2020年的市政选举中获得了54.26%的支持率。
在2017年的法国总统大选中，法国第25任总统埃马纽埃尔·马克龙在巴斯特尔获得了76.46%的支持率。
| 巴斯特尔历届市长    |                                           |                                               |
| 任期                | 市长                                      | 党派                                          |
| 1945年－1951年      | Joseph Pitat 约瑟夫·皮塔                  | SFIO工人国际法国支部                          |
| 1951年－1953年      | Annibal Waneybergue 阿尼巴尔·瓦内贝格     | SFIO工人国际法国支部                          |
| 1953年－1959年      | Élie Chaufrein 埃利·肖弗兰                | PCF法国共产党                                 |
| 1959年－1977年      | Gaston Feuillard 加斯东·弗亚尔            | CNIP全国独立人士与农民中心 →DVG左翼无党派人士 |
| 1971年－1995年      | Jérôme Cléry 热罗姆·克莱里                | PCG 瓜德罗普共产党 →PPSG 瓜德罗普民主进步党   |
| 1995年－2001年      | Lucette Michaux-Chevry 吕塞特·米肖-谢弗里 | RPR保衛共和聯盟                               |
| 2001年 （3月至9月） | Pierre Martin 皮埃尔·马丁                 | DVD右翼无党派人士                             |
| 2001年－2008年      | Guy Georges 居伊·乔治                     | DVD右翼无党派人士                             |
| 2008年－2014年      | Lucette Michaux-Chevry 吕塞特·米肖-谢弗里 | UMP人民运动联盟                               |
| 2014年－2020年      | Marie-Luce Penchard 玛丽-吕斯·庞沙尔      | UMP人民运动联盟 →LR共和黨                     |
| 2020年－            | André Atallah 安德烈·阿塔拉               | FGPS 瓜德罗普社会党联盟                       |

## 人口
2018年，巴斯特尔市镇人口数量为10,046，在法国排名第1,001位。其中男性4,501人，女性5,557人，75岁及以上人口占7.9%，外籍人口数量为4,843人，人口密度为1,738人/平方公里，当地居民被称为（男性）或（女性）。2019年，巴斯特尔境内出生94人，死亡人口118人。
| 年份   | 1961   | 1967   | 1974   | 1982   | 1990   | 1999   | 2006   | 2011   | 2016   | 2018   |
| ------ | ------ | ------ | ------ | ------ | ------ | ------ | ------ | ------ | ------ | ------ |
| 人口數 | 13,978 | 15,690 | 15,457 | 13,656 | 14,003 | 12,410 | 12,834 | 11,730 | 10,226 | 10,046 |

## 经济

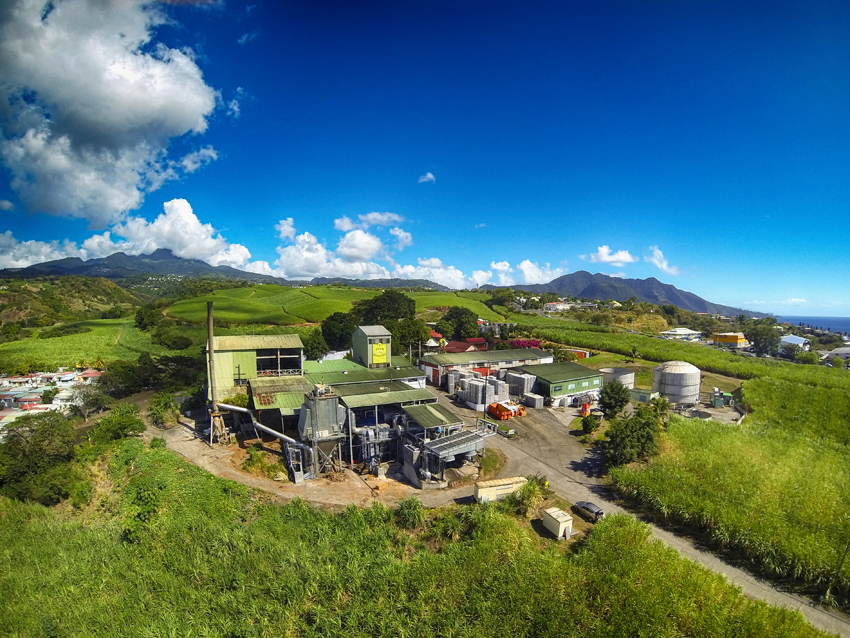
巴斯特尔的一处蒸馏工厂

巴斯特尔是一个区域性的中心城市。截止2021年9月，当地共有各类用人单位（包含自雇）2,925家，平均历史为18年，其中98.92%为中小型企业（PME）。（水处理）、（建筑）及（预备工程）是当地2019年营业额最高的三个企业，分别为14,908,677欧元、5,935,434欧元和1,826,998欧元。

## 财政收入
2019年，巴斯特尔的财政收入总额为21,940,500欧元，财政支出总额为21,916,800欧元，当年的债务总额为6,155,020欧元。2021年，巴斯特尔共获得3,339,188欧元的国家财政补助，比上一年增加了2.93%。
2017年，巴斯特尔的人均月收入总额为1,859欧元，其中高级职员为3,321欧元，低于法国平均水平（4,214欧元）；中级职员为2,282欧元，低于法国平均水平（2,353欧元）；普通职员为1,695欧元，高于法国平均水平（1,690欧元）。
2017年，巴斯特尔境内的青壮年（15至64岁）失业率为40.7%，当地27.7%的家庭拥有纳税资格，平均纳税1,437欧元，低于法国平均水平（3,888欧元）。

## 社会事务

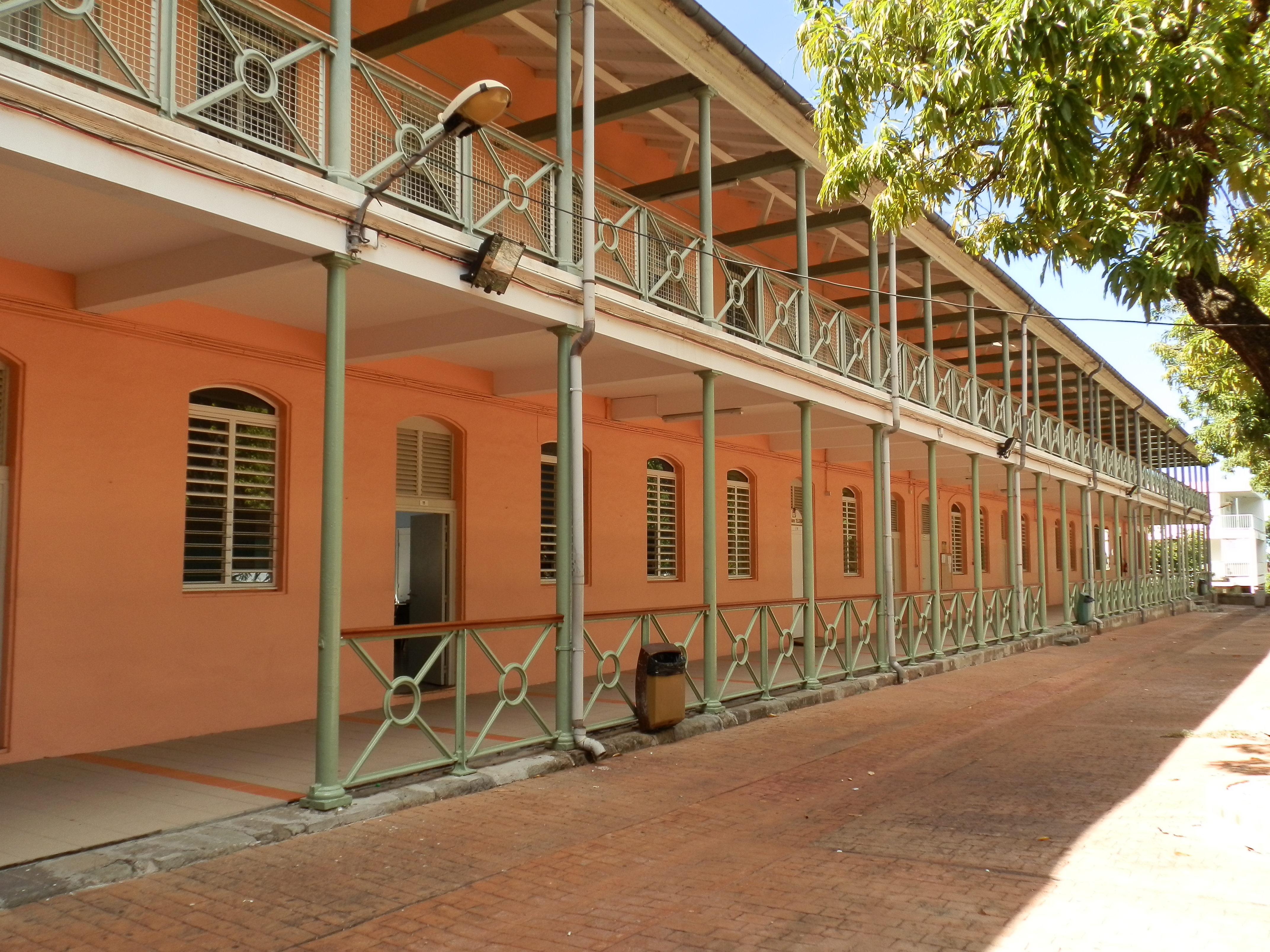
巴斯特尔热维尔·雷阿什高级中学

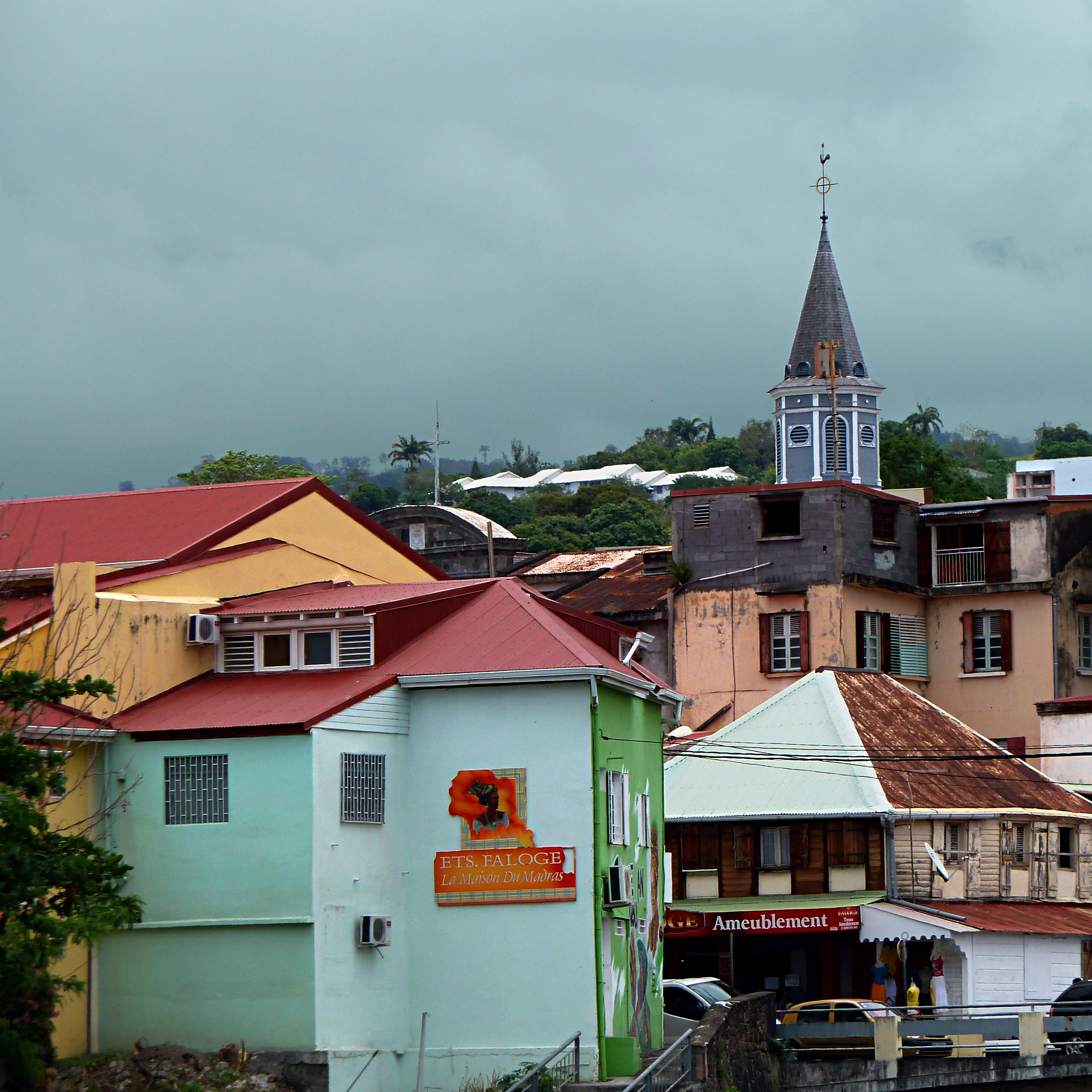
巴斯特尔市中心

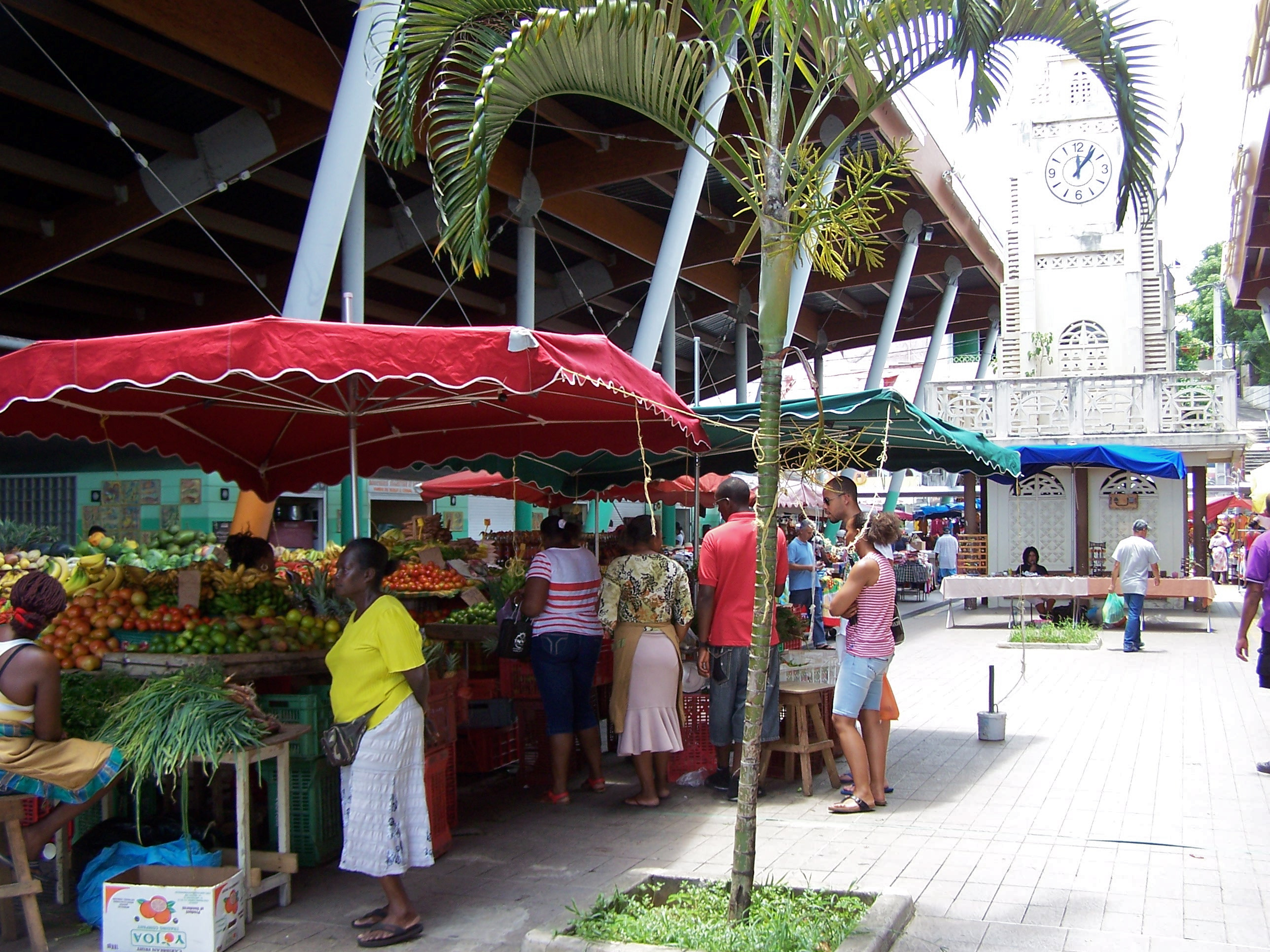
巴斯特尔集市

### 教育
巴斯特尔属于瓜德罗普学区。截止2019年1月1日，巴斯特尔境内共有5所幼儿园、7所小学、3所初级中学、5所普通高中和2所职业高中。2018至2019学年度，巴斯特尔境内共有在校中等教育阶段学生4,111名。

### 医疗
截止2019年1月1日，巴斯特尔境内共有全科医生21名、保健师22名、牙医18名、护士108名、耳科医生2名、眼科医生6名、皮肤科医生3名、助产士4名、儿科医生3名和妇科医生5名。境内共有药房8家、养老院1家、残疾人帮扶中心3家。
巴斯特尔中心医院（Centre Hospitalier de Basse-Terre）是法国的一个区域性医疗机构，其主病区位于巴斯特尔市区，是当地唯一的公立综合性医院。巴斯特尔距离皮特尔角城大学中心医院的正常车程在1小时以内，后者设有床位656个，是瓜德罗普规模最大的医院。

### 住房
2017年，巴斯特尔境内共有各类住房6,143套，其中55.9%为独立式居民区，43.4%为集中式居民区。常住房屋占巴斯特尔市镇范围内居民建筑总量的77.0%。
在住房保障政策方面，2017年，巴斯特尔境内共有1,922户家庭获得了住房经济补助，受益人数占总人口数量的19.1%，其中1,895份为房租补助。

### 商业
2019年，巴斯特尔境内共有各类实体商铺815家，其中餐厅122家、大型超市7家、杂货店29家、面包房19家、肉铺10家、书店5家、装饰品店11家、银行门店20家、美容美发店45家、汽车维修店28家。市中心建有一家Leader Price超市，市区东北部则有一家Super U超市。

### 体育
2019年，巴斯特尔境内共有1家游泳池、3间体育馆、1座综合体育场、3处网球场以及4处足球或橄榄球场。
截至2021年9月，巴斯特尔境内共有6家注册足球俱乐部，其中巴斯特尔高卢人和巴斯特尔竞技俱乐部是当地的代表性足球队，2021至2022赛季参加瓜德罗普足球联赛。

### 环境
巴斯特尔的环境事务由其所属的公共社区负责。2019年，巴斯特尔境内暂无污染企业。

### 治安
2014年，巴斯特尔及附近地区共发生各类案件1,656起，其中盗窃类案件914起，经济类案件80起，毒品交易类案件110起。

## 文化
2019年，巴斯特尔境内共有1家剧场和1家电影院。巴斯特尔市政府提供多媒体中心，向公众全年开放。

### 建筑
巴斯特尔境内有多处历史建筑，其中圣母圣殿主教座堂、卡梅尔山圣母教堂等为法国国家文物保护单位，亦是当地的地标性建筑物。

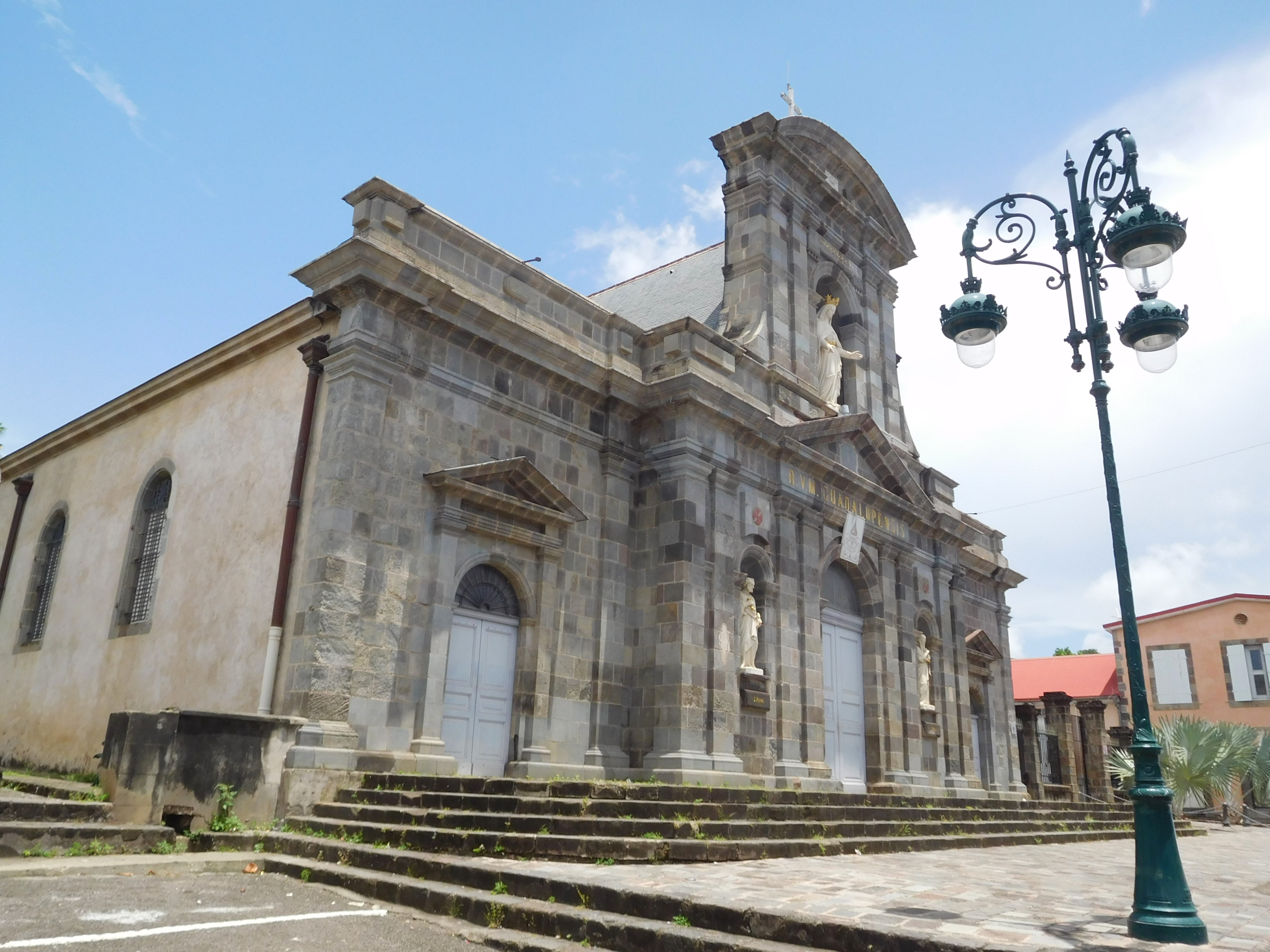
圣母圣殿主教座堂
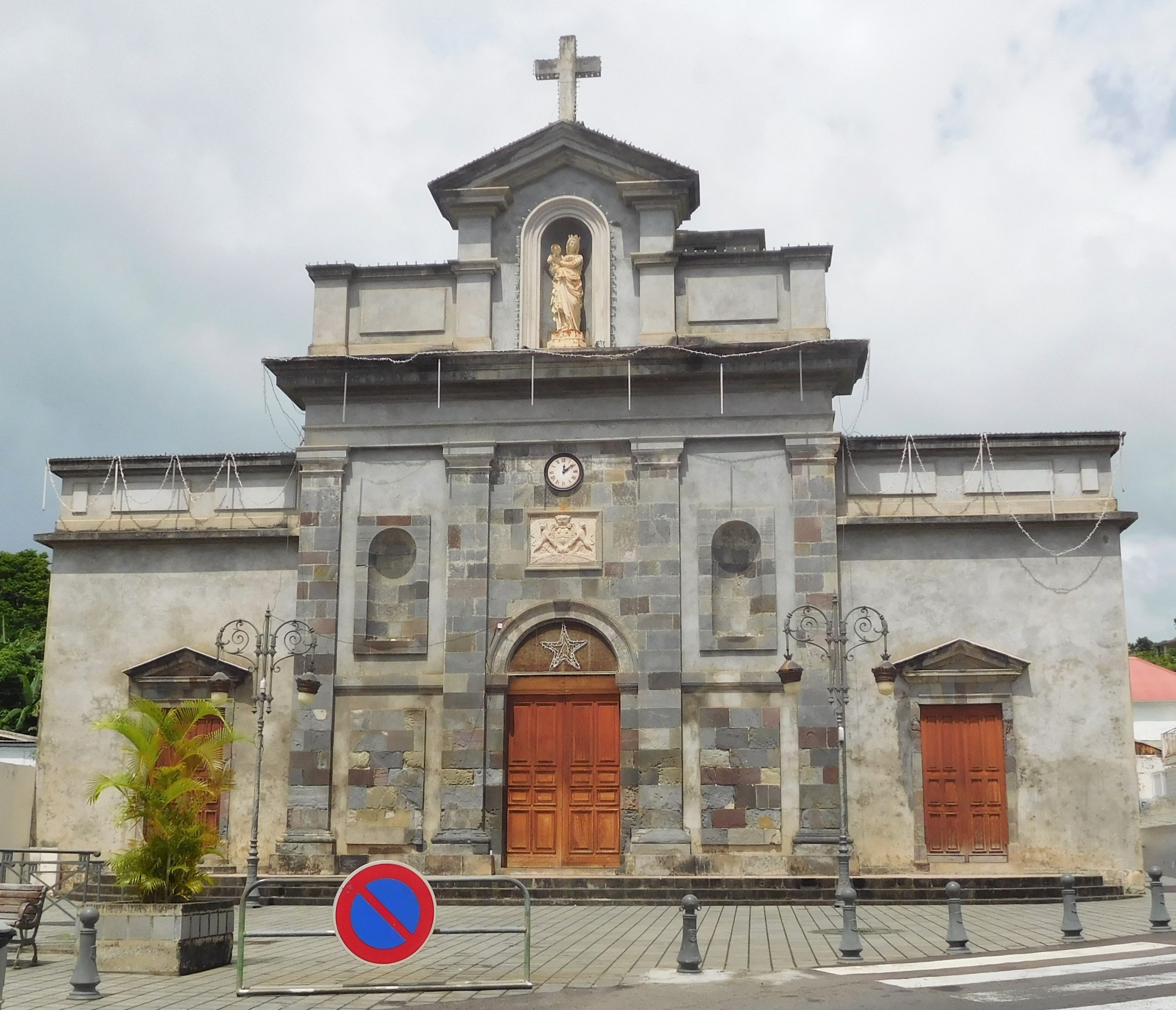
卡梅尔山圣母教堂（法语：Église Notre-Dame-du-Mont-Carmel de Basse-Terre）
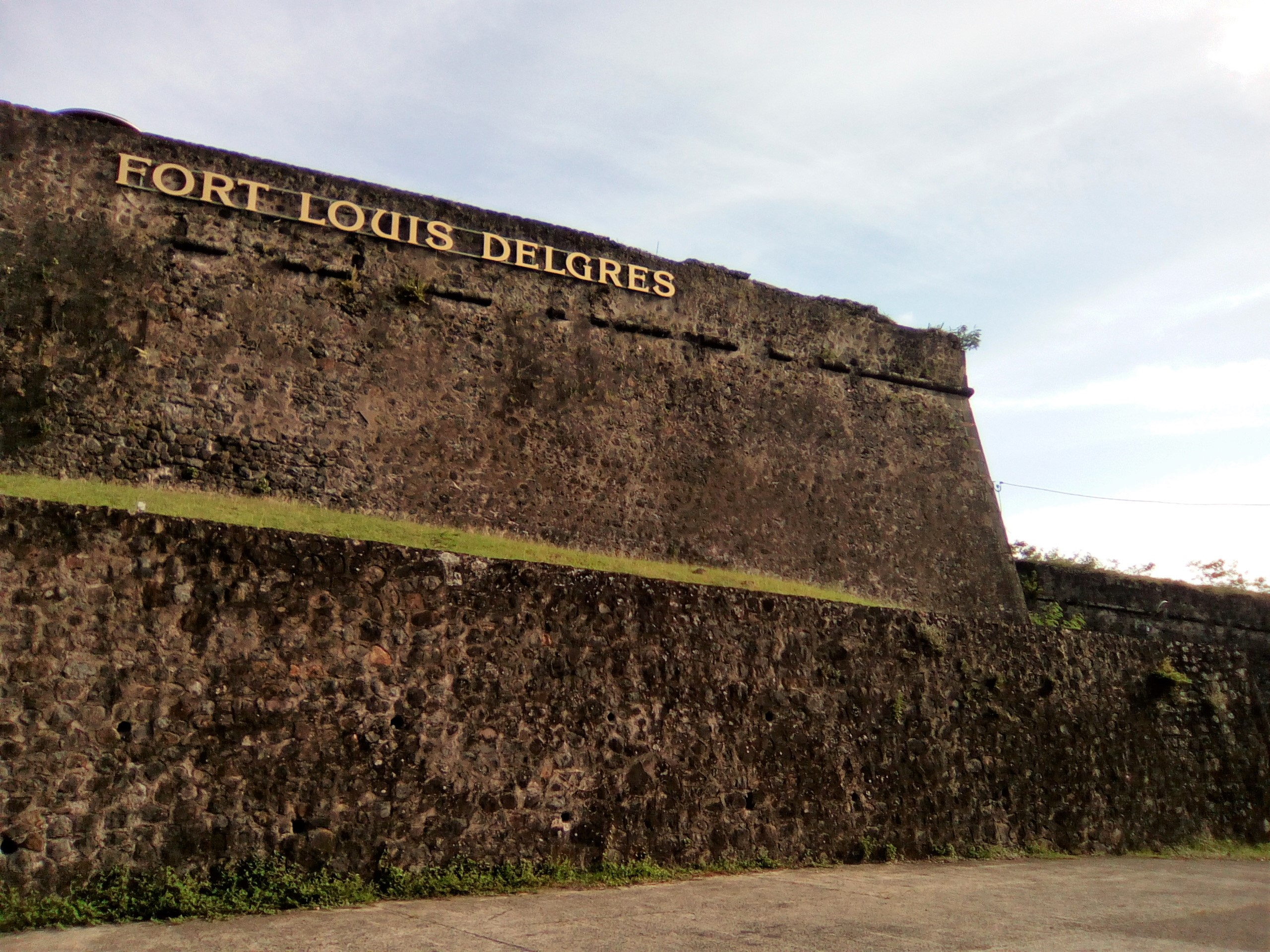
代尔格雷斯城塞（法语：Fort Delgrès）
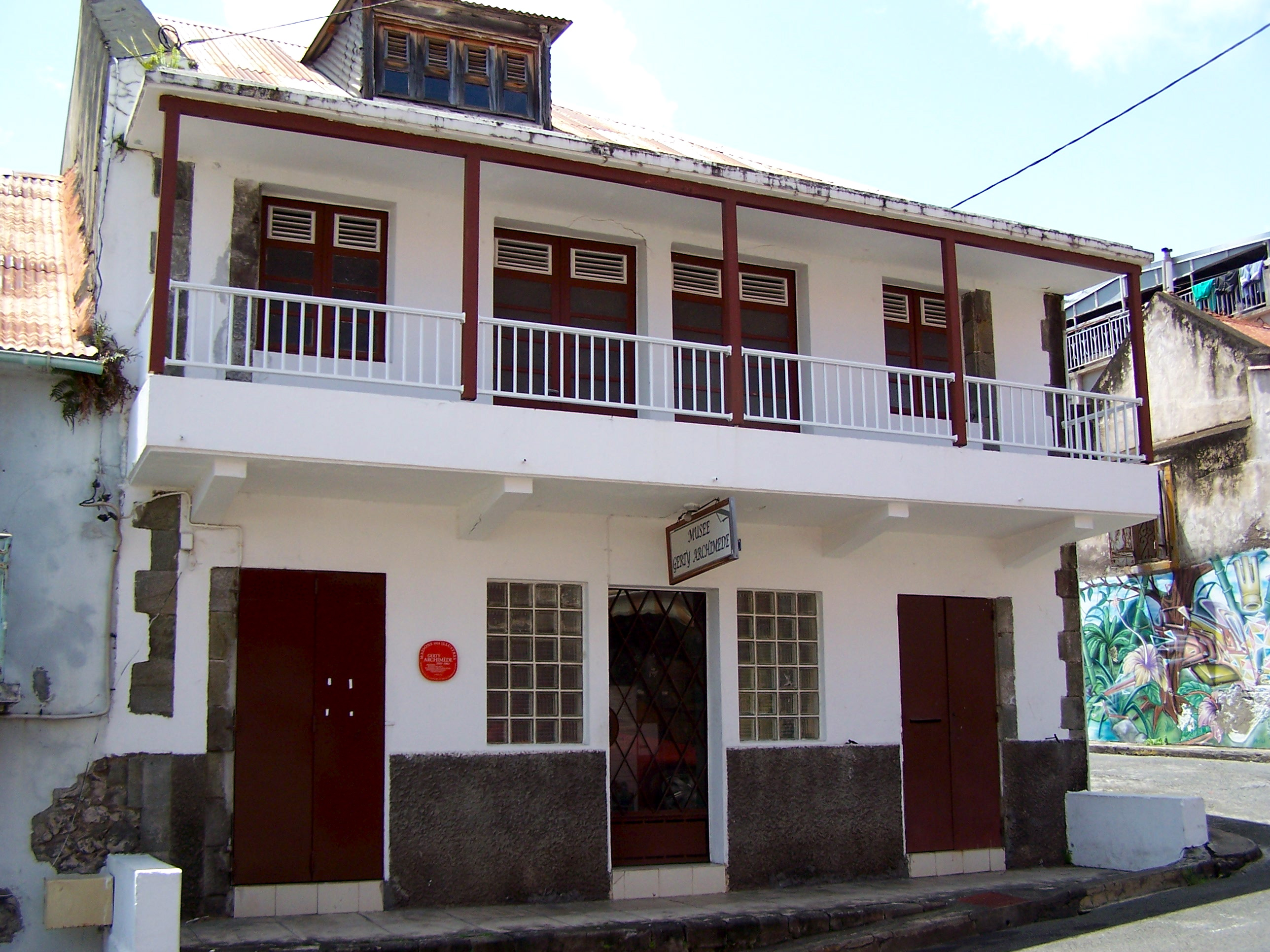
博物馆
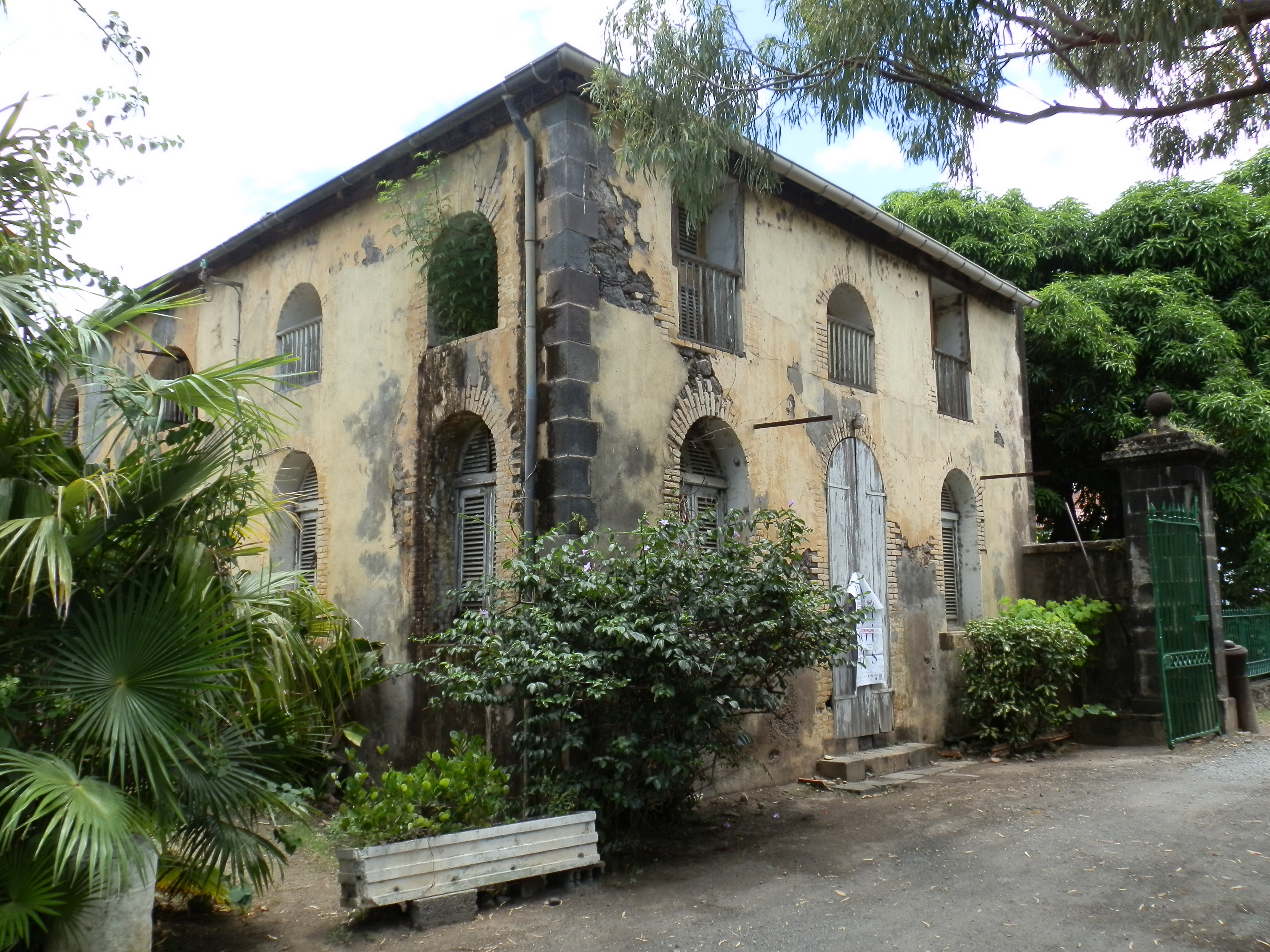
兵器工厂（法语：Arsenal (Basse-Terre)）旧址
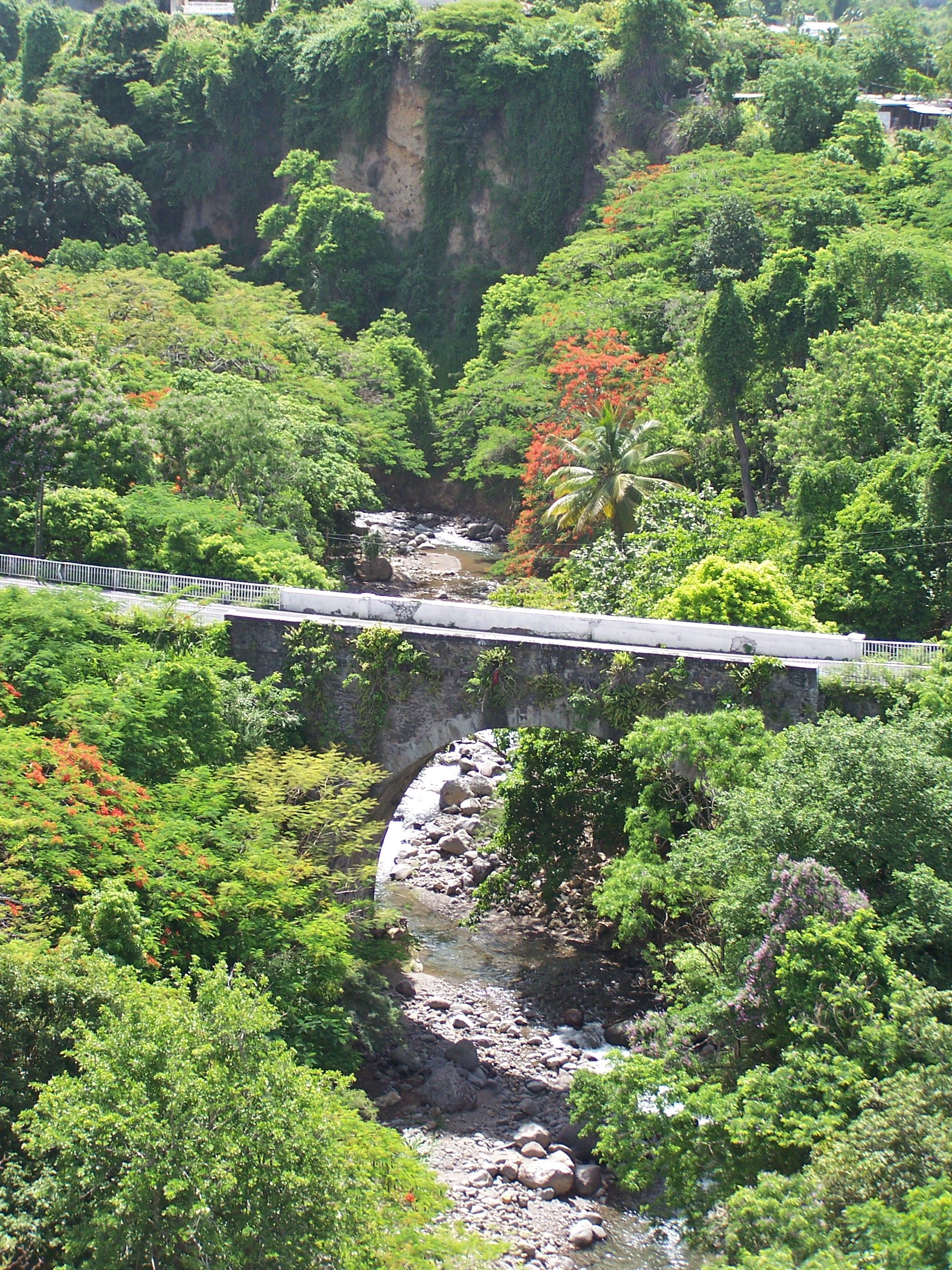
加利永拱桥
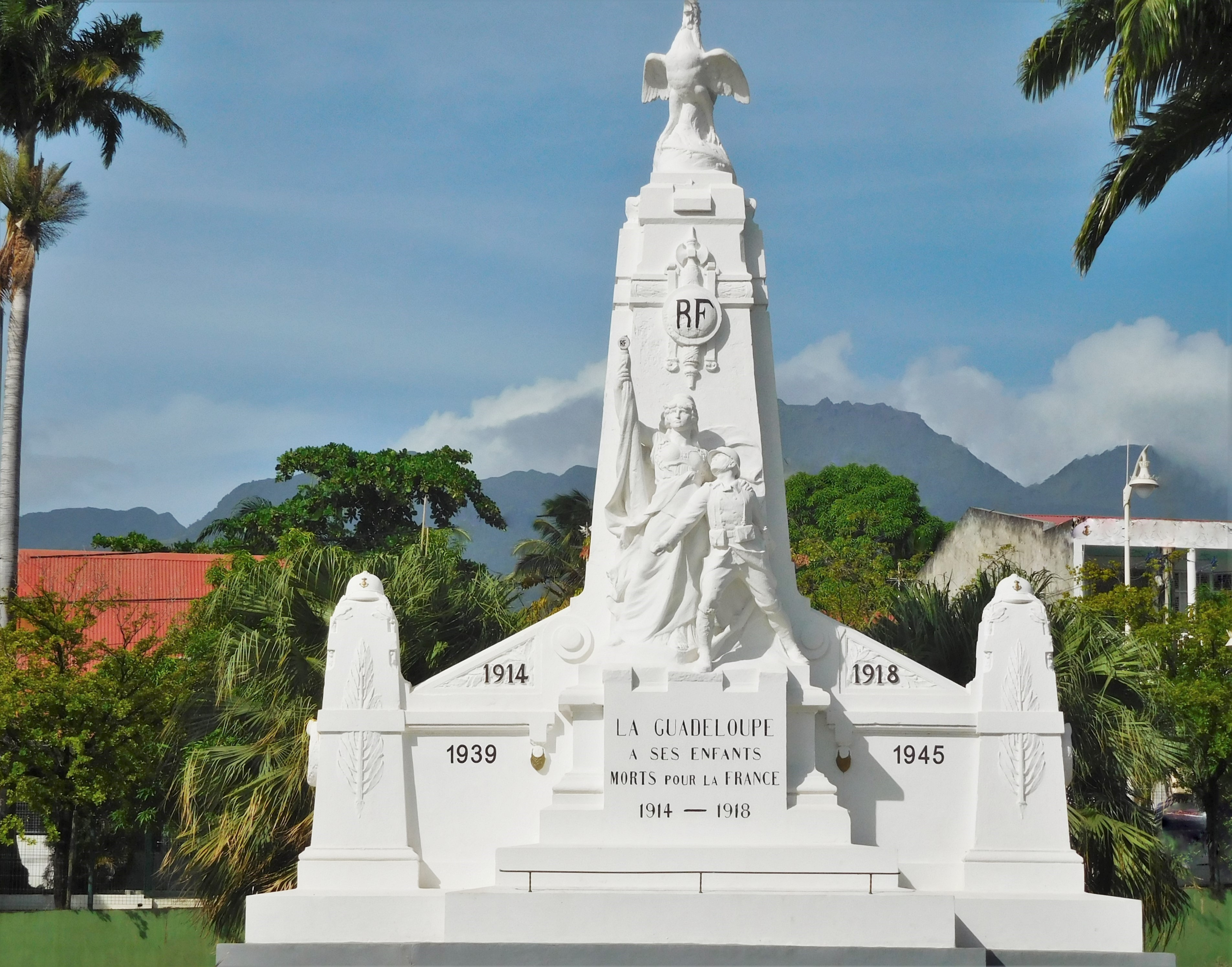
烈士纪念碑

### 旅游
巴斯特尔的旅游事务由其所属的公共社区负责。2020年，巴斯特尔境内暂无任何游客接待设施。

### 媒体
法国主要的媒体均可在巴斯特尔接收，法国电视一台下属的瓜德罗普第一频道播出巴斯特尔所属区域的地方新闻。

## 相关人物
瓜德罗普民族英雄路易·德尔格雷斯、法国文学家莱昂·埃尼克、足球运动员让-皮埃尔·西普里安和自行车运动员罗尼·马蒂亚斯出生于巴斯特尔。

## 友好城市
截至2021年9月，巴斯特尔共与一座城市互为友好城市关系：
- 印度 本地治里市